# Andreas Brecke
Andreas Bang Brecke (* 14. September 1879 in Fredrikstad, Østfold; † 13. Juni 1952 in Oslo) war ein norwegischer Segler und Olympiateilnehmer der Olympischen Sommerspiele von Stockholm und Antwerpen.
Brecke wurde 1912 mit dem norwegischen Boot Taifun Olympiasieger in der 8-Meter-Klasse. Die Mannschaft des Bootes bestand aus Brecke, Thoralf Glad, Thomas Aass, Torleiv Corneliussen und Christian Jebe. Bei diesem Wettkampf gab es sieben Boote, zwei aus Finnland, zwei russische und zwei schwedische, nur eines aus Norwegen. Taifun gewann 1912 beide Durchgänge am 20. und 22. Juli an der Küste vor Nynäshamn.
Acht Jahre später wurde er zum zweiten Mal Olympiasieger im Segeln. Diesmal gewann er mit dem Boot Jo in der 6-Meter-Klasse Typ 1919. Es nahmen nur zwei Yachten teil. In dem ersten Rennen konnte das norwegische Boot Jo nicht starten wegen eines Schadens ihres Topmastes, während das belgische Boot Tan-Fe-Pah den Kurs absegelte. Aber Jo gewann die beiden letzten Rennen und damit die Goldmedaille.

8-Meter-Klasse, Stockholm 1912
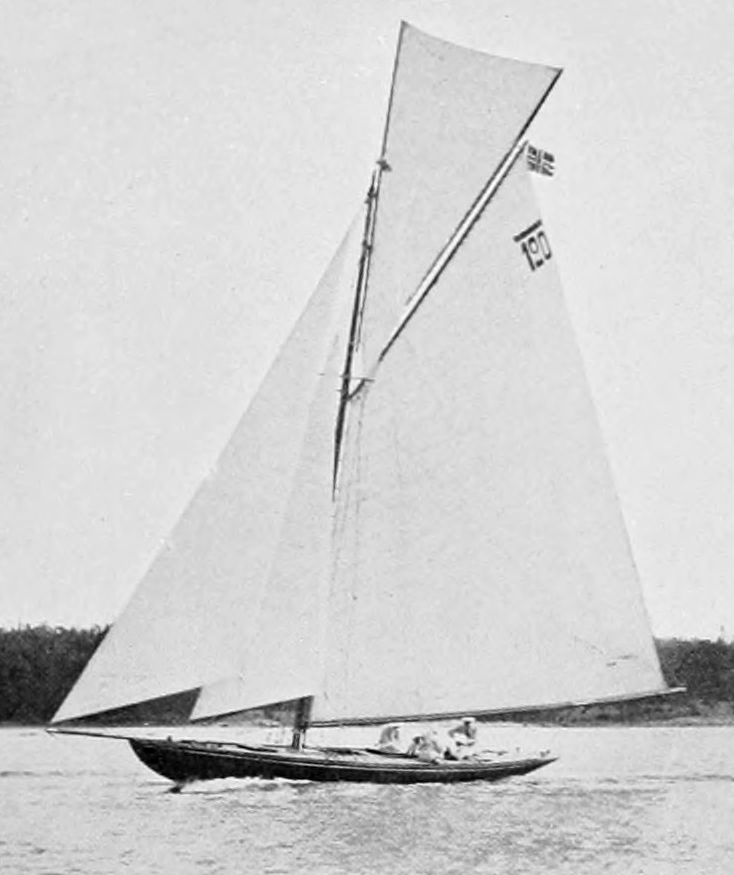
Taifun, Goldmedaille 1912, 8-Meter-Klasse  Norwegen
6-Meter-Klasse (Typ 1919), Antwerpen 1920